# Ivo Mortelmans
Ivo Oscar Mortelmans (Antwerpen, 19 mei 1901 – Oostende, 20 augustus 1984) was een Belgisch componist, dirigent, muziekpedagoog, organist en muziekcriticus. Hij gebruikte ook wel het pseudoniem: Claydon.

## Levensloop
Hij was een zoon van Lodewijk Mortelmans eveneens componist, muziekpedagoog, dirigent en organist en Gabriëlle Mortelmans. Zelf was hij getrouwd met Maria Christina Segers. Mortelmans kreeg zijn eerste muziekles van de componist Karel Wymans. Op 18-jarige leeftijd begon hij tegen de wil van zijn vader zijn muziekstudie aan het Koninklijk Vlaams Conservatorium Antwerpen bij Arthur De Hovre (solfège en orgel), Edward Verheyden (harmonieleer) en later bij zijn vader (contrapunt). Vervolgens studeerde hij nog aan het Koninklijk Conservatorium in Brussel bij Paulin Marchand en Raymond Moulaert. Daarna kreeg hij nog privélessen bij Paul Gilson voor fuga, compositieleer en orkestratie.
Mortelmans werd in 1930 benoemd tot directeur van de Stedelijke muziekschool in Eindhoven en bleef in deze functie tot 1932; van 1930 tot 1935 heeft hij bij de "Eindhovense Operavereniging" operavoorstellingen gedirigeerd. Hij werd docent aan het Koninklijk Vlaams Conservatorium Antwerpen vanaf 1931 (monitor) harmonieleer, docent solfège (1932), docent harmonieleer (1952-1966). In de tijd van 1945 tot 1953 was hij werkzaam in het secundaire onderwijs in de regio Antwerpen. Van 1925 tot 1966 was hij ook leraar solfège in het secundair muziekonderwijs in Berchem alsook van 1939 tot 1972 docent notenschrift in Deurne en van 1945-1966 leraar notenleer, harmonieleer en muziekgeschiedenis in Mortsel.
Mortelmans was van 1934 tot 1944 muziekcriticus en recensent in de Gazet van Antwerpen.
Als dirigent werkte hij ook binnen amateurverenigingen, van 1926 tot 1934 bij de "Fanfare De Broederband" Antwerpen en van 1936 tot 1942 bij de "Harmonie Kolping's Zonen" uit Bergen op Zoom.
Alhoewel hij aanvankelijk beïnvloed was door bijvoorbeeld Claude Debussy en Maurice Ravel, ontwikkelde hij in de loop der jaren een eigen stijl.

## Composities

### Werken voor orkest
- 1928 Kerstballade
- 1930 Koning Winters Dood
- 1933 De Zwijger-bespiegeling
- 1938 Het Dorp

### Werken voor harmonieorkest
- 1968 Lodewijk Mortelmans herdacht, voor harmonieorkest

### Oratoria, cantates, missen en andere kerkmuziek
- 1927 Missa Dona nobis pacem
- 1930 Missa Jesu bone Pastor
- 1932 Klaar bloed en louter wonden, voor gemengd koor
- 1934 Missa gregoriana
- 1937 Missa in honorem Sanctae Coletae
- 1944 Aan Onze-Lieve-Vrouw van Scapulier, voor gemengd koor
- 1945 Missa Benedicamus Domino
- 1946 Sint-Lutgart-Oratorium, voor solisten, vrouwenkoor, kinderkoor en kamerorkest
- 1943 Heil U Maria, cantate
- 1947 Priestercantate
- 1949 Aan Sinte-Cecilia, voor gemengd koor
- 1950 Klokkencantate
- 1952 De hemelvaart van Maria, voor gemengd koor
- 1956 Drie Mariagezangen, voor gemengd koor
- 1956-1957 Geestelijke Rondegang, voor gemengd koor
- 1962 Jezus ik ben gereed, voor gemengd koor

### Wereldlijke cantates
- 1931 Zon en zee
- 1954 De vier seizoenen

### Muziektheater

#### Opera's
| Voltooid in | titel                | aktes | première | libretto |
| ----------- | -------------------- | ----- | -------- | -------- |
|             | De krekel en de mier |       |          |          |

#### Muziek voor het openlucht podium
- 1946 Antwerpens glorie
- 1951 Het spel van Gods liefde, voor gemengd koor en orkest

### Vocale muziek

#### Werken voor koor
- 1932 Hoe schoon de morgendauw, voor gemengd koor
- 1939-1950 De Vlaamse Tale, voor gemengd koor
- 1946 Een liedeken van blijdschap, voor gemengd koor
- 1946 Natuur, voor gemengd koor
- 1951 Het lied der bloemen, voor gemengd koor
- 1954 Het leven is een krijgsbanier, voor gemengd koor
- 1959-1960 Adagio-koorcyclus, voor gemengd koor
- 1960 Laatste Groet, voor gemengd koor